# جاك تومسون (ملاكم)
جاك تومسون (بالإنجليزية: Jack Thompson)‏ (ولد 1904 - توفي 1946) كان ملاكم أمريكي صنّف ضمن فئة وزن الوسط. فز مرتين ببطولة العالم في وزن الويلتر.

## إحصائيات
خاض خلال مسيرته 114 نزالا، فاز في 71 وتعادل في 13 وخسر في 30. فاز بالضربة القاضية في 44 نزالا.

## روابط خارجية
- جاك تومسون على موقع بوكس ريك (الإنجليزية) (registration required)